# Benaminio Mateinaaqara
Benaminio Mateinaaqara (18 agosto 1987) è un calciatore figiano, portiere del South Auckland Rangers.

## Carriera

### Club
Ad eccezione di un periodo nell'Hekari United nel 2015 ha sempre giocato nel campionato figiano.

### Nazionale
Gioca in Nazionale dal 2007; ha partecipato a due edizioni della Coppa d'Oceania, nel 2012 e nel 2016.